# Trình Phối Phối
Trình Phối Phối (tiếng Trung: 鄭佩佩; 6 tháng 1 năm 1946 – 17 tháng 7 năm 2024), còn được gọi là Trịnh Phối Phối hay Trịnh Bội Bội, tên phiên âm tiếng Anh là Cheng Pei-pei, là một nữ diễn viên Hoa ngữ nổi tiếng, được xem là nữ diễn viên hành động đầu tiên của điện ảnh Hoa ngữ. Bà được biết đến với vai diễn trong bộ phim võ thuật Đại túy hiệp năm 1966 của đạo diễn Hồ Kim Thuyên, cũng như vai diễn Ngọc diện hồ ly trong bộ phim võ thuật đoạt giải thưởng năm 2000 Ngọa hổ tàng long của đạo diễn Lý An.

## Sự nghiệp
Sinh năm 1946 tại Thượng Hải, Trình Phối Phối chuyển đến Hồng Kông vào năm 1962 khi mới 16 tuổi. Năm 1963, bà bắt đầu tham gia đào tạo tại Shaw Brothers Studio thông qua sự giới thiệu của một người bạn của gia đình. Nhờ có nền tảng tiếng phổ thông và khiêu vũ, bà nhanh chóng phát triển sự nghiệp trong ngành. Năm 1964, bà ra mắt lần đầu trong điện ảnh với vai Liu Qiuzi trong bộ phim truyền hình Đài Loan Lovers' Rock năm 1964.
Bà trở nên nổi tiếng vào năm 1966 với vai diễn Kim Yến Tử trong bộ phim võ hiệp Hong Kong Đại túy hiệp, do Hồ Kim Thuyên đạo diễn. Từ vai diễn này, bà trở nên lừng danh với hàng loạt vai nữ hiệp trong các bộ phim võ hiệp nửa cuối thập niên 1960.
Sau khi kết hôn, Trình Phối Phối chuyển đến định cư ở Nam California vào thập niên 1970 để chuyên tâm vào việc nuôi dạy con cái. Bà theo học trường kinh doanh tại Đại học California, Irvine. Trong thời gian này, bà cũng mở một trường dạy múa Trung Hoa.
Năm 2000, bà lại được giới điện ảnh quốc tế chú ý với vai Ngọc diện hồ ly trong bộ phim Ngọa hổ tàng long của đạo diễn Lý An. Trình Phối Phối đã kết bạn với đạo diễn Lý An khi bà còn là người dẫn chương trình bằng tiếng Quan Thoại, Pei-Pei's Time, trên đài truyền hình KSCI có trụ sở tại Los Angeles.
Sau bộ phim đó, bà tiếp tục sự nghiệp diễn xuất với vai diễn Long Po trong bộ phim truyền hình miniseries Watery Moon, Hollow Sky năm 2004, được chiếu trên truyền hình người Mỹ gốc Á với tên Paradise. Bà cũng làm việc cho hãng Zhouyi Media ở Trung Quốc đại lục.
Sáng 19 tháng 7 năm 2024, tờ China Times đưa tin diễn viên gạo cội Trịnh Phối Phối qua đời ở tuổi 78. Công ty quản lý cho biết nữ diễn viên qua đời vào ngày 17 tháng 7 năm 2024 do bệnh tật. Trình Phối Phối là chủ tịch của King Hu Foundation trước khi bà qua đời.

## Đời tư
Trình Phối Phối có bốn người con. Con trai của bà là Harry Yuan là người dẫn chương trình trên National Geographic, còn các con gái của bà là Jennifer, Marsha và Eugenia Yuan đều là nữ diễn viên. Trình Phối Phối là một tín đồ Phật giáo. Bà thông thạo tiếng Thượng Hải, tiếng Quảng Đông, tiếng Quan Thoại và tiếng Anh.
Trình Phối Phối được chẩn đoán mắc bệnh thoái hóa vỏ não vào năm 2019, nhưng quyết định giữ kín việc chẩn đoán và dành thời gian còn lại cho con cháu. Bà qua đời vào ngày 18 tháng 7 năm 2024 ở tuổi 78.

## Phim ảnh

### Phim
| Year | Title                                                      | Role                | Notes                                            |
| ---- | ---------------------------------------------------------- | ------------------- | ------------------------------------------------ |
| 1964 | Lovers' Rock (情人石)                                      | Lin Qiuzi           |                                                  |
| 1964 | The Last Woman of Shang (妲己)                             | Dancing girl        |                                                  |
| 1965 | The Lotus Lamp (寶蓮燈)                                    | Liu Yanchang        |                                                  |
| 1965 | Song of Orchid Island (蘭嶼之歌)                           | Ya Lan              |                                                  |
| 1966 | Come Drink with Me (大醉俠)                                | Golden Swallow      |                                                  |
| 1966 | The Joy of Spring (歡樂青春)                               |                     |                                                  |
| 1966 | Princess Iron Fan (鐵扇公主)                               | White Bone Demoness |                                                  |
| 1967 | Blue Skies (艷陽天)                                        | Chen Yun            |                                                  |
| 1967 | The Dragon Creek (龍虎溝)                                  | Guo Er-niu          |                                                  |
| 1967 | Hong Kong Nocturne (香江花月夜)                            | Chia Chuan-chuan    |                                                  |
| 1967 | Operation Lipstick (1967) (諜網嬌娃)                       |                     |                                                  |
| 1967 | The Thundering Sword (神劍震江湖)                          | So Jiau-jiau        |                                                  |
| 1968 | Golden Swallow (金燕子)                                    | Golden Swallow      |                                                  |
| 1968 | The Jade Raksha (玉羅剎)                                   | Leng Qiuhan         |                                                  |
| 1968 | That Fiery Girl (紅辣椒)                                   | Pearl               |                                                  |
| 1969 | Dragon Swamp (毒龍潭)                                      | Qing-er/Fan Ying    |                                                  |
| 1969 | The Flying Dagger (飛刀手)                                 | Yu Ying             |                                                  |
| 1969 | The Golden Sword (龍門金劍)                                | Ngai Jin-feng       |                                                  |
| 1969 | Raw Courage (虎膽)                                         | Shangguan Xiuyi     |                                                  |
| 1970 | Brothers Five (五虎屠龍)                                   | Yen Hsing-kung      |                                                  |
| 1970 | Lady of Steel (荒江女俠)                                   | Fang Ying-qi        |                                                  |
| 1971 | The Lady Hermit (鍾馗娘子)                                 | Leng Yu-shuang      |                                                  |
| 1971 | The Shadow Whip (影子神鞭)                                 | Yang Kaiyun         |                                                  |
| 1971 | The Patriotic Heroine (拼命娘子)                           |                     |                                                  |
| 1972 | The Yellow Muffler (玉女嬉春)                              | Singer              |                                                  |
| 1973 | Attack of the Kung Fu Girls (鐵娃)                         | Siu Ying            |                                                  |
| 1974 | Whiplash (虎辮子)                                          | Hu Pien-tze         |                                                  |
| 1982 | Lunatic Frog Women (烈日女娃人)                            |                     |                                                  |
| 1983 | All the King's Men (天下第一)                              |                     |                                                  |
| 1988 | Painted Faces (七小福)                                     | Ching               |                                                  |
| 1993 | Flirting Scholar (唐伯虎點秋香)                            | Madame Wah          |                                                  |
| 1993 | Kidnap of Wong Chak Fai (綁架黃七輝)                       | Kung Tse-sam        |                                                  |
| 1994 | From Zero to Hero (亂世超人)                               |                     |                                                  |
| 1994 | The Gods Must Be Funny in China (非洲超人)                 | Aunty               |                                                  |
| 1994 | Kung Fu Mistress (神鳳苗翠琴)                              |                     |                                                  |
| 1994 | Lover's Lover (情人的情人)                                 |                     |                                                  |
| 1994 | Wing Chun (詠春)                                           | Ng Mui              | Cameo                                            |
| 1996 | How to Meet the Lucky Stars (運財五福星)                   | Chu Ba              |                                                  |
| 1998 | The Spirit of the Dragon (老鼠龍之猛龍過港)                | Yun Gee             |                                                  |
| 1999 | Four Chefs and a Feast (四個廚師一圍菜)                    |                     | Cameo                                            |
| 1999 | A Man Called Hero (中華英雄)                               | Hero's mother       | Cameo                                            |
| 1999 | The Truth About Jane and Sam (真心話)                      | Sam's mother        |                                                  |
| 2000 | Fist Power (生死拳速)                                      | Brian's mother      |                                                  |
| 2000 | Crouching Tiger, Hidden Dragon (臥虎藏龍)                  | Jade Fox            | Hong Kong Film Award for Best Supporting Actress |
| 2000 | Lavender (薰衣草)                                          | Madame Tung         | Cameo                                            |
| 2001 | Shadow Mask (武神黑俠)                                     | Red Goddess         | a.k.a. The Legend of Black Mask                  |
| 2002 | Flying Dragon, Leaping Tiger (龍騰虎躍)                    | Liu Ruyan           | also producer                                    |
| 2002 | Naked Weapon (赤裸特工)                                    | Faye Ching          |                                                  |
| 2004 | Sex and the Beauties (性感都市)                            | Mona                |                                                  |
| 2004 | The Miracle Box (天作之盒)                                 | Joanna's mother     |                                                  |
| 2005 | Insuperable Kid (無敵小子霍元甲)                           | Aunt San            |                                                  |
| 2005 | House of Harmony                                           | Amah                |                                                  |
| 2007 | They Wait                                                  | Aunt Mei            |                                                  |
| 2007 | Special Boys (功夫好男兒)                                  | Aunt Lan            |                                                  |
| 2007 | Shanghai Baby (2007 film)                                  | Conny               |                                                  |
| 2007 | The Counting House (藏)                                    | Lia                 |                                                  |
| 2008 | Kung Fu Killer                                             | Myling              |                                                  |
| 2008 | Love Under the Sign of the Dragon                          | Tham                |                                                  |
| 2009 | Basic Love (愛情故事)                                      | Ling's grandmother  |                                                  |
| 2009 | Street Fighter: The Legend of Chun-Li                      | Zhilan              |                                                  |
| 2009 | Blood Ties (還魂)                                          | Madam Lee           |                                                  |
| 2009 | Taishan Kung Fu (泰山功夫)                                 |                     |                                                  |
| 2010 | Flirting Scholar 2 (唐伯虎點秋香2之四大才子)               | Madame Wah          |                                                  |
| 2010 | Here Comes Fortune (財神到)                                |                     |                                                  |
| 2011 | Coming Back (回馬槍)                                       |                     |                                                  |
| 2011 | Legendary Amazons (楊門女將之軍令如山)                     | She Saihua          |                                                  |
| 2011 | Let Love Come Back (讓愛回家)                              |                     |                                                  |
| 2011 | Shanghai Hotel                                             |                     |                                                  |
| 2011 | Double Bed Treaty (雙人床條約)                             |                     |                                                  |
| 2011 | Speed Angels (極速天使)                                    | Auntie Fen          |                                                  |
| 2011 | My Wedding and Other Secrets                               | Mrs. Chu            |                                                  |
| 2012 | Imperial Bodyguard (御前侍衛)                              |                     |                                                  |
| 2012 | Give Me Five (五行攻略)                                    |                     |                                                  |
| 2014 | Lilting                                                    | Junn                |                                                  |
| 2014 | The Scroll of Wing Chun White Crane (永春白鹤拳之擎天画卷) |                     |                                                  |
| 2014 | The Eyes of Dawn (黎明之眼)                                |                     |                                                  |
| 2014 | Streets of Macao                                           |                     |                                                  |
| 2014 | The Bat Night                                              |                     |                                                  |
| 2015 | Bright Wedding(璀璨的婚禮)                                 |                     |                                                  |
| 2015 | Lost in Wrestling                                          |                     |                                                  |
| 2016 | Good Take Too                                              |                     |                                                  |
| 2016 | Goldstone                                                  | Mrs Lao             |                                                  |
| 2017 | Love Of Hope(讓愛活下去)                                   |                     |                                                  |
| 2017 | Meditation Park                                            | Maria Wang          |                                                  |
| 2019 | Flirting Scholar from the Future                           |                     |                                                  |
| 2020 | Mulan                                                      | The Matchmaker      |                                                  |

### Television
| Year | Title                                                      | Role                      | Notes           |
| ---- | ---------------------------------------------------------- | ------------------------- | --------------- |
| 1980 | Chivalrous Shadow, Fragrant Footprints (俠影香蹤)          | Golden Swallow            |                 |
| 1984 | The Legend Continues (霍東閣)                              | Chan Shi-chiu             |                 |
| 1996 | Wong Fei Hung Series: The Final Victory (黃飛鴻之辛亥革命) | Beggar So                 |                 |
| 1997 | The Pride of Chaozhou (我來自潮州)                         | Poon Yuk-lin              |                 |
| 1998 | Master Ma (馬永貞之爭霸上海灘)                             | Ma Daniang                |                 |
| 1998 | Master Ma II (馬永貞之英雄血)                              | Ma Daniang                |                 |
| 1999 | Young Master of Shaolin (少年英雄方世玉)                   | Ng Mui                    |                 |
| 2000 | Young Justice Bao (少年包青天)                             | Bao's mother              |                 |
| 2001 | Legendary Fighter: Yang's Heroine (楊門女將—女儿當自強)    | She Saihua                |                 |
| 2001 | Heroes in Black (我來也)                                   | Feng Pobu's mother        |                 |
| 2002 | Book and Sword, Gratitude and Revenge (書劍恩仇錄)         | Empress Dowager Chongqing |                 |
| 2002 | Springs of Life (春到人间)                                 | Yun Shuheng               |                 |
| 2004 | Chinese Paladin (仙劍奇俠傳)                               | Granny Jiang              |                 |
| 2004 | Water Moon, Hollow Sky (水月洞天)                          | Long Po                   | a.k.a. Paradise |
| 2005 | Li Wei Resigns from Office (李衛辭官)                      | Li Wei's mother           |                 |
| 2006 | Women of Times (至尊紅顏)                                  | She Huijun                |                 |
| 2006 | The Yang Sisters                                           | Honey Yang                |                 |
| 2008 | Home with Kids 5 (家有儿女5)                               |                           |                 |
| 2010 | A Weaver on the Horizon (天涯織女)                         | Mrs. Fang                 |                 |
| 2012 | Xuan-Yuan Sword: Scar of Sky (軒轅劍：天之痕)              | Granny Ma                 |                 |
| 2012 | The Patriot Yue Fei (精忠岳飛)                             | Yue Fei's mother          |                 |
| 2013 | Daughter's Return (千金归来)                               | Mother Rong               |                 |
| 2015 | The Lost Tomb                                              | Huo Xian Gu               |                 |
| 2016 | Ice Fantasy (幻城)                                         | Feng Tian                 |                 |